# 思林土家族苗族乡
思林土家族苗族乡是中华人民共和国贵州省铜仁市思南县下辖的一个民族乡。

## 行政区划
思林土家族苗族乡下辖以下村级行政区划单位：
黑河峡社区、思林村、杨家坳村、安全村、合联村、温家坡村、大格坨村、四角村、赶场坝村、中岭村、丰联村、金龙村、坝竹村和田坝村。

## 中国传统村落
2013年8月，黑河峡社区被评为第二批中国传统村落。